# Acido anteisopentadecanoico
L'acido anteisopentadecanoico o 12-metilmiristico o acido 12-metiltetradecanoico, è un acido grasso saturo metil-ramificato con un totale di 15 atomi di carbonio. È strutturalmente affine all'acido pentadecanoico. Ha la struttura di un acido miristico con un gruppo metilico in posizione 12.
Data la sua elevata purezza sembra essere un buon candidato per poter diventare uno standard nella verifica dei campioni e nell'utilizzo in studi biologici. Inoltre è uno degli acidi grassi più abbondanti riscontrabili nel genere batterico Bacillus. Molti tipi di batteri e organismi marini producono acidi grassi anteiso che possono essere utilizzati per la loro caratterizzazione.
È anche presente nei gliceridi del latte dei ruminanti e dei suoi derivati lattiero-caseari, come il burro. È biosintetizzato de novo con successive condensazioni di Claisen con il malonil-CoA come cessore di C2, su un substrato di isovalerico-CoA da batteri presenti in particolare nei rumine di ruminanti.
Alcune analisi lo avrebbero individuato nell'olio di semi di Balanites aegyptiacus (≈10%) e di Grevillea robusta e in alcuni pesci.
L'acido isopentadecanoico può essere un possibile integratore chemioterapico. Da varie ricerche viene riconosciuta la sua capacità di inibire le cellule cancerose attraverso l'apoptosi con livelli di tossicità e di effetti collaterali minimi.